# 緑が丘町 (前橋市)
緑が丘町（みどりがおかまち）は、群馬県前橋市の地名。郵便番号は371-0045。2013年現在の面積は0.12km2。

## 地理
当町の西側を流れる利根川は、明治元年まで町の東側から南側を流れていた。その跡は現在も段丘崖や坂となって残っており、敷島町との町界になっている。利根川の侵食や堆積作用により砂や礫が厚く堆積しているため水位が低くかった。

## 歴史
1964年に成立した地名である。前橋市が1968年度までに住宅団地を造成したことから、現在も住宅地となっている。
なお、全域が旧南橘村に属するが、当町及び敷島町の区域は南橘村が前橋市に編入された当時から岩神小学校の学区域であったため現在も南橘地区ではなく本庁管内（岩神地区）に属している。

### 年表
- 1964年 - 前橋市川原町の一部が独立し成立した。

### 地名の由来
桑畑や雑木林に覆われた「緑の丘」であったことに由来する。

## 世帯数と人口
2017年（平成29年）8月31日現在の世帯数と人口は以下の通りである。
| 町丁     | 世帯数  | 人口  |
| -------- | ------- | ----- |
| 緑が丘町 | 386世帯 | 932人 |

## 小・中学校の学区
市立小・中学校に通う場合、学区は以下の通りとなる。
| 番地 | 小学校             | 中学校             |
| ---- | ------------------ | ------------------ |
| 全域 | 前橋市立岩神小学校 | 前橋市立第三中学校 |

## 交通

### 鉄道
鉄道駅はない。

### 道路
国道、県道ともに通っていない。

## 施設
- 緑が丘公園